# Morris Fuller Benton
Morris Fuller Benton, né le 30 novembre 1872 à Milwaukee (Wisconsin), mort le 30 juin 1948 à Morristown (New Jersey), est un créateur de caractères américain, l'un des plus prolifiques dans l'histoire de la création typographique.

## Biographie
Il est le fils de Linn Boyd Benton, ingénieur et fondeur de caractères, un des fondateurs de l'American Type Founders, créée en novembre 1892 par le regroupement de 23 fonderies américaines. Son père invente un pantographe pour graver des poinçons (Punch cutting machine) en 1885 (ainsi que la Matrix engraving machine (brevetée en 1906), pantographe destiné à la gravure de matrices). La Punch cutting machine peut produire des poinçons de n'importe quel corps à partir d'un modèle unique gravé sur plaque en cuivre. 
L'utilisation en amont de la Delineating machine, inventée par Linn Boyd Benton, permet la déformation, l'étroitisation et l'inclinaison (slanted et backslanted) du tracé du caractère, favorisant ainsi la déclinaison de styles et l'utilisation de familles de caractères. Ces opérations mathématiques appliquées aux caractères typographiques ne sont pas sans rappeler celles effectuées dans les années 80 par les langages informatiques pour la déclinaison des styles (language PostScript).
En septembre 1892, Morris Fuller Benton entre à la Cornell University pour suivre une formation d'ingénieur. Quatre années plus tard, le 1er septembre 1896, il intègre l'American Type Founders Co à New York comme assistant de son père et travaille sur l'amélioration des machines que ce dernier a inventées. À la suite du regroupement de l'ATF, il est chargé du tri et du classement des matrices et poinçons acquis auprès des 23 fonderies de caractères. Parallèlement, il travaille sur l'élaboration du Roycroft (1898), caractère inspiré du lettrage du Saturday Evening Post et sur divers projets, notamment l'amélioration du Century Roman qui débouchera sur la création du Century Broad Face et la commercialisation de ce dernier sous la dénomination Century Expanded en 1900.
En 1903, il devient responsable du département de création typographique. Il élabore des caractères, supervise et encadre des créateurs au sein de l'ATF comme des créateurs indépendants travaillant pour l'ATF. Jusqu'en 1937, il produit sans discontinuer plus de 200 caractères dont des caractères classiques (revivais), créations originales et copies de caractères existants (ex. : Futura > Spartan). 
Après une carrière de près de 40 ans passée au sein de l'ATF, il quitte la "leader of type fashion" en 1937 pour une retraite bien méritée et décède en 1948, à 75 ans, d'une embolie au All Souls Hospital de Morrisson (New Jersey).

## Caractères

Franklin Gothic.
News Gothic.
Bank Gothic.
Broadway.
Century Schoolbook.
Bulmer.

- Roycroft (1898)
- Engravers (1901-1910)
- Wedding Text (1901)
- Franklin Gothic (1902-1912)
- Typo Script (1902)
- Alternate Gothic (1903)
- Bold Antique (1904)
- Commercial Script (1906)
- Miehle Gothic (1906)
- Norwood Roman 1906
- Clearface Gothic Family (1905-1908)
- News Gothic (1908)
- Rugged Roman (1909-1911)
- Hobo (1910)
- Venetian (1911-1913)
- Cloister (1913)
- Adscript (1914)
- Souvenir (1914)
- Century Schoolbook (1915)
- Announcement (1916)
- Light OldStyle (1916)
- Freehand (1917)
- Invitation (1916-1917)
- Sterling (1917-1919)
- Canterbury (1920)
- Schoolbook OldStyle (1924)
- Typo Roman (1926-1927)
- Chic (1927)
- Gravure (1927)
- Greeting Monotone (1927)
- Dynamic (1928)
- Broadway (1928)
- Modernique (1928)
- Novel Gothic (1928)
- Parisian (1928)
- Bank Gothic (1930)
- Benton (1930)
- Engravers Text (1930)
- Thermotype (1931)
- Raleigh Gothic Condensed (1932)
- American Backslant (1933)
- Shadow (1934)
- Headline Gothic (1936)
- Empire (1937)